# Cascade River (Skagit River)
Der Cascade River ist ein Fluss im US-Bundesstaat Washington.
Er mündet bei Marblemount in den Skagit River. Er ist ein National Wild and Scenic River.

## Südlicher Quellfluss
Der südliche Quellfluss, der South Fork Cascade River, entspringt dem South Cascade Lake und fließt kurz Richtung Westen, bevor er sich nach Norden wendet und sich schließlich mit dem mittleren Arm verbindet und den Cascade River bildet. Über die Hälfte dieses Weges schlängelt er sich durch eine lange Schlucht namens Box Canyon.

## Mittlerer Quellfluss
Der mittlere Quellfluss, der Middle Fork Cascade River, hat seinen Ursprung am Ende des Middle Cascade Glacier, fließt erst nach Norden und wendet sich schließlich nach Westen, um in den südlichen Arm zu fließen und den Cascade River zu bilden. Vor der Mündung fällt er über die Gemini Falls.

## Nördlicher Quellfluss
Der nördliche Quellfluss, der North Fork Cascade River, entspringt dem Cascade Pass, fließt dann immer nach Norden, bis er sich dem Cascade River zuwendet und in diesen fließt. Auf seinem Weg nimmt er mehrere Gebirgsbäche auf.

## Cascade River
Der Cascade River beginnt am Zusammenfluss von südlichem und mittlerem Quellfluss und fließt bis zum Zusammenfluss mit dem North Fork Richtung Norden. Danach wendet er sich nach Nordwesten. An der Mündung des Marble Creek wendet sich der Fluss nach Westen, bis er in den Skagit River fließt.

## Zuflüsse
South Fork Cascade River
- Salix Creek
- High Log Creek
- Drop Creek
- Milt Creek
- Pincer Creek

Middle Fork Cascade River
- Cleve Creek

North Fork Cascade River
- Soldier Boy Creek
- Midas Creek
- Morning Star Creek
- Boston Creek
- Gilbert Creek
- Eldorado Creek
- Roush Creek
- Hidden Lake Creek

Cascade River
- Barrett Creek
- Sonny Boy Creek
- Swamp Creek
- Kindy Creek
- Hard Creek
- Found Creek
- Sibley Creek
- Marble Creek
- Lookout Creek
- Irene Creek
- Day Creek
- Boulder Creek
- Clark Creek
- Jordan Creek